# Sougéal
Sougéal is een gemeente in het Franse departement Ille-et-Vilaine (regio Bretagne) en telt 586 inwoners (1999). De plaats maakt deel uit van het arrondissement Saint-Malo.

## Geografie
De oppervlakte van Sougéal bedraagt 14,2 km², de bevolkingsdichtheid is 41,3 inwoners per km².
De onderstaande kaart toont de ligging van Sougéal met de belangrijkste infrastructuur en aangrenzende gemeenten.

## Demografie
Onderstaande figuur toont het verloop van het inwonertal (bron: INSEE-tellingen).

1. ↑  Populations de référence 2022.